# Neel Fehler
Neel Fehler (* 1990) ist ein deutscher Schauspieler.

## Leben
Fehler wuchs in Hamburg auf, wo er noch heute lebt. Neben Deutsch erlernte er Französisch als zweite Muttersprache.
Für seine Darstellung des Jacob Lehn im Fernsehdreiteiler Die Wölfe wurde er mehrfach geehrt. Darauf folgten Gastauftritte in Die Pfefferkörner und Heiter bis tödlich. 2013 gehörte Fehler zur Besetzung des Fernsehfilms Eine verhängnisvolle Nacht.

## Filmografie
- 2005: Die Rettungsflieger (Fernsehserie, Episode 10x08)
- 2009: Die Wölfe (Fernsehdreiteiler, Episode 01x01)
- 2008: Leo und Marie – Eine Weihnachtsliebe (Fernsehfilm)
- 2008: Die Pfefferkörner (Fernsehserie, Episode 06x05)
- 2008: Tatort: Auf der Sonnenseite
- 2010: Die Kinder von Blankenese
- 2010: Neue Vahr Süd
- 2011: Heiter bis tödlich: Nordisch herb (Fernsehserie, Episode 01x14)
- 2012: Ausgeliefert
- 2012: Abseits (Kurzfilm)
- 2013: Charlottes Welt
- 2013: Eine verhängnisvolle Nacht (Fernsehfilm)

## Auszeichnungen
- 2009: International Emmy Award für Die Wölfe
- 2009: Goldene Nymphe für Die Wölfe
- 2009: Deutscher Filmpreis
  - Nachwuchsförderpreis
- 2010: Grimme-Preis für Die Wölfe